# Chanat-la-Mouteyre
Chanat-la-Mouteyre é uma comuna francesa na região administrativa de Auvérnia-Ródano-Alpes, no departamento Puy-de-Dôme. Estende-se por uma área de 14,34 km². Em 2010 a comuna tinha 961 habitantes (densidade: 67 hab./km²).